# Piotr Lewowicki
Piotr Lewowicki (ur. 25 sierpnia 1959 we Wrocławiu) – polski gitarzysta bluesowy, któremu nieobce są też inne gatunki muzyczne. Współzałożyciel zespołów Easy Rider i Solid Body.

## Życiorys
Gitarowy autodydakta – pobierał prywatne lekcje u Romualda Freya. Był gitarzystą zespołów: Easy Rider (1979–1980), Solid Body (1981–1984) i Blues Company (1986–1988). W latach 2000–2007 wchodził w skład zespołów wykonujących poezję śpiewaną. Brał udział w festiwalach muzycznych, a byłby to: Ogólnopolski Przegląd Muzyki Młodej Generacji w Jarocinie (1980, 1981), Międzynarodowe Konfrontacje Muzyczne „Pop Session” w Sopocie (1981), Rawa Blues (1981–1983, 1986) czy Jesień z Bluesem w Białymstoku (1982). W 2007 roku wyemigrował do Wielkiej Brytanii, gdzie obecnie mieszka. Tamże w latach 2008–2013 był członkiem zespołu The Broome Cupboard Blues Band.

## Sprzęt

### Gitara
- Ibanez – kopia Les Paula

### Wzmacniacz
- Peavey Bandit